# L’Alfàs del Pi

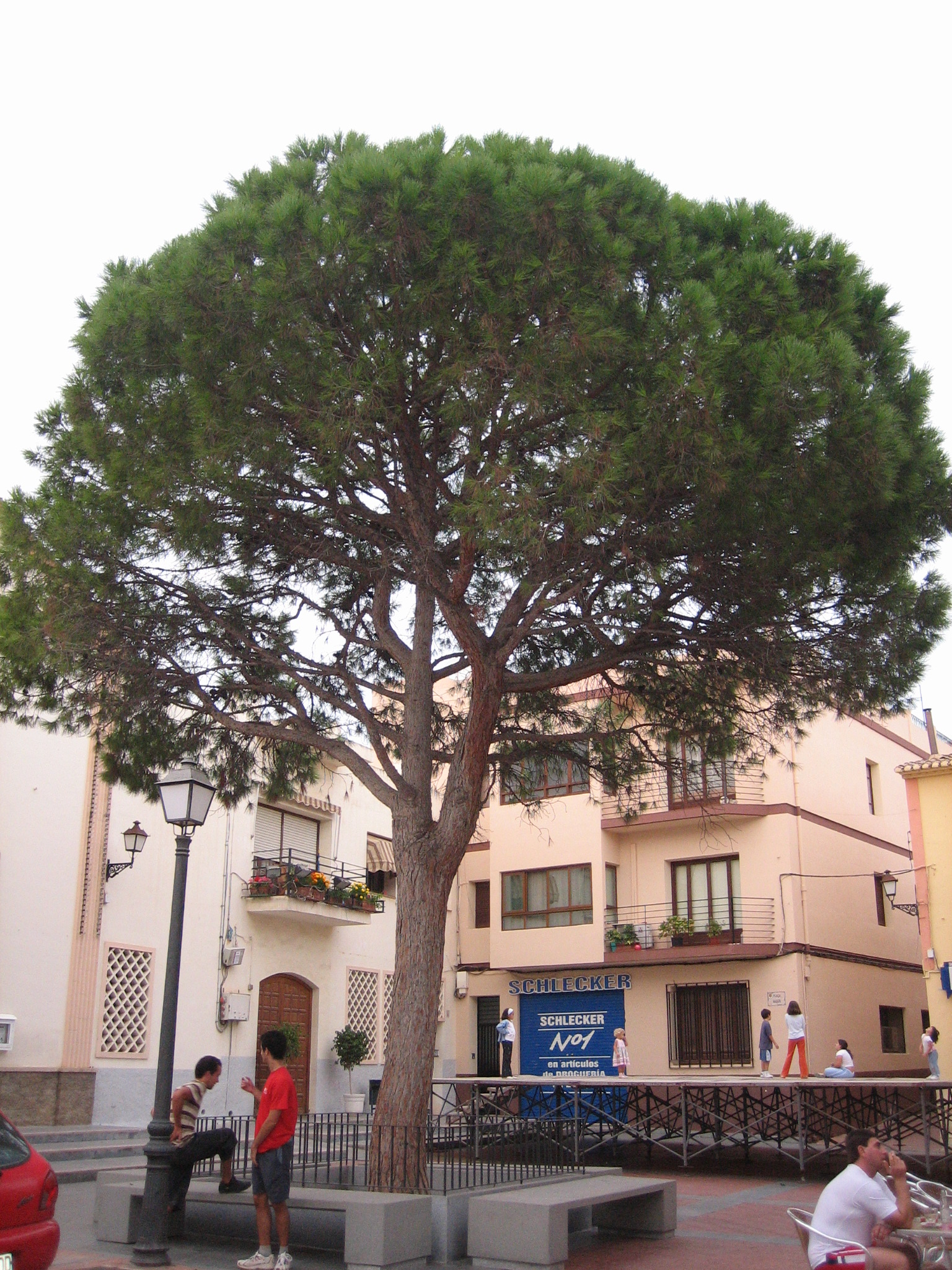
L’Alfàs del Pi

L’Alfàs del Pi (spanisch Alfaz del Pi) ist eine Mittelmeer-Küstenstadt mit 20.160 Einwohnern (Stand: 2024) in der Provinz Alicante der Autonomen Valencianischen Gemeinschaft in Spanien. Sie besteht aus ca. 18 Siedlungskernen, die zu einer Gemeinde (municipio) zusammengefügt wurden.

## Lage und Klima
L’Alfàs del Pi liegt etwa 10 km (Fahrtstrecke) nordöstlich der Touristenmetropole Benidorm. Das Klima ist gemäßigt bis warm; Regen fällt hauptsächlich in den Wintermonaten.

## Bevölkerungsentwicklung
| Jahr               | 1857  | 1887  | 1910  | 1930  | 1950 | 1970 | 1991  | 2001   | 2011   | 2021   |
| Einwohner          | 1.035 | 1.204 | 1.138 | 1.131 | 967  | 960  | 5.049 | 14.980 | 19.802 | 19.615 |
| Zahl der Haushalte | 245   | 284   | 352   | 305   | 298  | 805  | 3.585 | 4.626  | 8.530  | 7.942  |

L’Alfàs del Pi war lange ein unbedeutender Ort mit einer Bevölkerungszahl, die um die 1.000 Einwohner schwankte. Nach dem Zweiten Weltkrieg sank die Bevölkerungszahl unter die 1.000 Einwohner, bedingt durch Auswanderung. Der in den 1960er Jahren einsetzende Massentourismus an der Costa Blanca erreichte  L’Alfàs del Pi allerdings erst in den 1980er Jahren, führte dann aber zu einer Vervierfachung der Einwohnerzahl zwischen 1991 und 2011.
Im Landschaftsbild macht sich diese Bevölkerungsentwicklung in einer wachsenden Zahl an Urbanisationen bemerkbar. Die Zahl der Haushalte verzehnfachte sich zwischen 1970 und 2011.
| Land                   | Einwohner- zahl | %    |
| ---------------------- | --------------- | ---- |
| Vereinigtes Königreich | 2.257           | 21,3 |
| Rumänien               | 716             | 6,7  |
| Deutschland            | 472             | 4,4  |
| Russland               | 351             | 3,3  |
| Italien                | 194             | 1,8  |
| Frankreich             | 183             | 1,7  |
| China                  | 180             | 1,7  |
| Ukraine                | 174             | 1,6  |
| Kolumbien              | 153             | 1,4  |
| Algerien               | 151             | 1,4  |
| Bulgarien              | 116             | 1,1  |

Von den 19.615 Einwohnern beim Zensus 2021 machten Spanier (9.907) und Einwohner ausländischer Herkunft (9.648) jeweils annähernd die Hälfte aus.
Den mit Abstand größten Teil der ausländischen Bevölkerung stellten Briten (21,3 %), gefolgt von Rumänen (6,7 %) und Deutschen (4,4 %).

## Wirtschaft
Die Stadt lebt vom Tourismus der Costa Blanca, dessen Entwicklung hier in den 1970er Jahren begann. L’Alfàs del Pi verfügt über 930 Häuser sowie 4000 weitere in umliegenden Wohnsiedlungen.

## Geschichte
L’Alfàs del Pi wurde im Jahr 1786 als Festung zur Abwehr nordafrikanischer Piraten (Barbaresken) gegründet. Im Jahr 1836 erreichte die Gemeinde ihre administrative Eigenständigkeit. Über 125 Jahre war L’Alfàs del Pi eine ländliche Gemeinde, die von landwirtschaftlichem Terrassenanbau und dem Tonabbau in der Sierra Helada lebte. Bis zum touristischen Boom Benidorms in den 1970er Jahren gab es immer wieder Auswanderungswellen nach Südamerika und Nordafrika.

## Kultur
Sehenswert ist die katholische Kirche Cristo del Buen Acierto, die 1784 errichtet wurde und vor der das Symbol der Stadt, eine Pinie, wächst. Die Stadt veranstaltet seit 1997 jährlich ein Filmfestival.

## Partnerstädte
- Oslo, Norwegen
- Lescar; Frankreich